# Sara Eriksson
Sara Anne Eriksson (Luleå, 23 de enero de 1974) es una deportista sueca que compitió en lucha libre. Ganó 6 medallas en el Campeonato Mundial de Lucha entre los años 1994 y 2002, y 8 medallas en el Campeonato Europeo de Lucha entre los años 1996 y 2004.

## Palmarés internacional
| Campeonato Mundial | Campeonato Mundial         | Campeonato Mundial | Campeonato Mundial |
| Año                | Lugar                      | Medalla            | Categoría          |
| ------------------ | -------------------------- | ------------------ | ------------------ |
| 1994               | Sofía (Bulgaria)           | Medalla de bronce  | 57 kg              |
| 1995               | Moscú (Rusia)              | Medalla de oro     | 57 kg              |
| 1996               | Sofía (Bulgaria)           | Medalla de oro     | 57 kg              |
| 1997               | Clermont-Ferrand (Francia) | Medalla de bronce  | 56 kg              |
| 1998               | Poznań (Polonia)           | Medalla de bronce  | 56 kg              |
| 2002               | Calcis (Grecia)            | Medalla de plata   | 63 kg              |
| Campeonato Europeo |                            |                    |                    |
| Año                | Lugar                      | Medalla            | Categoría          |
| 1996               | Oslo (Noruega)             | Medalla de oro     | 57 kg              |
| 1997               | Varsovia (Polonia)         | Medalla de bronce  | 56 kg              |
| 1998               | Bratislava (Eslovaquia)    | Medalla de plata   | 56 kg              |
| 1999               | Götzis (Austria)           | Medalla de plata   | 56 kg              |
| 2000               | Budapest (Hungría)         | Medalla de oro     | 56 kg              |
| 2002               | Seinäjoki (Finlandia)      | Medalla de oro     | 59 kg              |
| 2003               | Riga (Letonia)             | Medalla de bronce  | 63 kg              |
| 2004               | Haparanda (Suecia)         | Medalla de bronce  | 63 kg              |